# Paul Joseph Barthez
Paul Joseph (de) Barthez, född 11 december 1734 i Montpellier, död där 15 oktober 1806, var en fransk fysiolog.
Barthez blev 1761 professor i Montpellier samt grundade en medicinsk skola, som vann anseende i hela Europa. Han spelade en framstående roll inom fysiologin och kan betraktas såsom en av de främsta representanterna för den riktning (den så kallade vitalismen), som söker förklara livets väsende genom att anta en särskild, immateriell livsprincip. Under sin sista tid var han Napoleon I:s livmedikus. Han invaldes 1784 som utländsk ledamot av Vetenskapsakademien i Stockholm.